# Officer
En officer, pluralform officerare, är ett befäl i det militära, som normalt för befäl på plutonchefsnivå och högre.

## Historisk utveckling
Termen "officer" uppkom vid slutet av medeltiden som en allmän term för befäl, när riddarhärarna började försvinna och ersättas med legoknektsarméer. Senare skilde man mellan "överofficerare", senare "officerare", befäl med ansvarsfullare uppgifter, och underofficerare, befäl med mindre ansvarsfulla uppgifter. Vid tiden för statsarméernas genombrott på 1600-talet kom rekryteringen till de olika befälskategorierna, precis som tidigare, att påverkas av socialt ursprung. Officerarna kom att rekryteras från samhällets högre klasser, i första hand adeln, och personer som blivit officerare men haft sitt ursprung i lägre stånd adlades och tillhörde eliten i samhället, medan underofficerare rekryterades från manskapet (de meniga), som vanligen kom från samhällets lägre klasser. Under 1600-talet var ståndscirkulation från manskap via underofficer till officer och adelskap inte okänt; ett exempel är överste Silfverlood på Västgöta Ryttare som börjat som trosspojke och Erik Dahlbergh som gått en liknande bana.[källa behövs]
Under 1700-talet betraktades fortfarande officersyrket som en viktig verksamhet för att bibehålla och stärka vissa gruppers sociala ställning. Någon officersutbildning krävdes inte, tillgång till ekonomiskt kapital samt börd var viktigare. I europeisk jämförelse var dock den svenska indelta krigsmaktens officerare något mindre socialt exklusiva.

## Moderna officerare
Idag lever denna uppdelning på två befälskategorier kvar i de flesta länders arméer. Officerarna är då generalister inriktade mot administrativa uppgifter och högre ledning, vanligen direktrekryterade unga män och kvinnor med en civil utbildning, som valts ut efter ingående fysiska och psykiska tester och genomgått en flerårig utbildning. I en armé börjar de vanligen som plutonchefer för att få praktik i yrket, men är avsedda för högre befäl.
Idag tar samhällseliterna sällan del i officersyrket och försvarsmakten. I Europa och Nordamerika tillhör officerare snarare medelklassen. I många länder har alternativa rekryteringsvägar för officerare skapats, genom att det är möjligt att gå "den långa vägen" till officer, via underofficer.

## Sverige
Officer är i den svenska Försvarsmakten benämning på yrkes- eller reservofficerare med fänriks grad eller högre. Efter NBO-reformen 1983 var yrkesofficer synonymt med yrkesmilitär, men begreppet officer får en annan mer traditionell innebörd i och med införandet av 2009 års befälsordning, där i framtiden större delen av yrkes- och reservofficerarna har tjänstegrad som specialistofficerare (SO) och en mindre del tillhör officerskåren (OFF). 
Värnpliktiga officerare genomgick en 15 månaders utbildning (och även tidigare följt av 3 månaders kadettskola) och placerades normalt som plutonchef, e-gruppchef, kvartermästare eller dylikt i krigsorganisationen. Efter studier vid FBU (Frivillig Befälsutbildning) varvat med krigsförbandsövningar (KFÖ) och särskild övning för befäl (SÖB) kunde VO placeras som ställföreträdande kompanichef eller kompanichef - dock har detta varit mindre vanligt under värnpliktens senare år (90-tal och 00-tal).
NBO-reformen 1983, slog ihop yrkesunderbefäl, yrkesunderofficerare och yrkesofficerare till en gemensam kår och yrkesofficer blev ett samlingsbegrepp för yrkesmilitärer. Kategorin värnpliktiga officerare (VO) påverkades däremot inte av reformen och värnpliktiga behöll uppdelningen värnpliktiga officerare, värnpliktiga plutonsbefäl och värnpliktiga gruppbefäl.
Före tjänsteställningsreformen 1972 var endast den som genomgått Krigsskolan / Sjökrigsskolan officer. 1972-1983 benämndes dessa regementsofficerare. Då utbildades man till officer på någon av de två Militärhögskolorna på Karlberg eller i Halmstad eller på Sjökrigshögskolan för  Marinen.
Under sent 1990-tal och tidigt 2000-tal utbildades officerare på tre orter i riket; Militärhögskolan Karlberg, Militärhögskolan Östersund samt Militärhögskolan Halmstad. Fram till 2005 utbildades officerare enligt Yrkesofficersprogrammet (YOP); ett år försvarsmaktsgemensamt och ett år funktionsinriktat för att sedan tjänstföra två år på förband med uppföljning av handledare yngre befäl (HYB). Denna utbildning ersattes senare av Operativ/taktisk officersutbildning (OP/TA). Den första utbildningsomgången efter utbildningsuppehållet kan närmast beskrivas som ett mellanting mellan det tidigare tvååriga yrkesofficersprogrammet och det efterföljande treåriga officersprogrammet. Denna första utbildningsomgång benämndes också yrkesofficersprogrammet (YOP), men genomfördes som en treårig utbildning där det första och sista året genomfördes på funktionsskola och det andra året genomfördes på Militärhögskolan Halmstad (MHS-H). Utbildningen genomfördes i enlighet med högskoleförordningen och gav 180 högskolepoäng. Under denna utbildning gavs kadetterna möjlighet att avsluta utbildningen efter 3 terminer och istället examineras som specialistofficerare med fänriks grad, en grad som senare konverterades till förste sergeant. 
Från 2008 producerar den grundläggande officersutbildningen två olika personalkategorier: operativ/taktiska officerare och specialistofficerare, där båda har en anställningskategori såsom kontinuerligt tjänstgörande eller som reservofficer. Grundläggande krav för tillträde till båda inriktningarna är genomförd värnpliktsutbildning och allmän behörighet för tillträde till grundläggande högskoleutbildning. De förstnämnda utbildas vid Försvarshögskolan och avlägger officersexamen, en treårig yrkesexamen.
Officerare utbildas i tre olika profiler som under den verksamhetsförlagda utbildningen uppdelas ytterligare i olika utbildningslinjer. Undervisningen bedrivs inom ramen för det treåriga officersprogrammet vid  Försvarshögskolan. Under två av de tre åren sker utbildningen på Karlberg, ett år sker verksamhetsförlagd utbildning på någon av Försvarsmaktens olika fack- och funktionsskolor. Utbildningen är en högskoleutbildning som ger 180 högskolepoäng och leder till en yrkesexamen. Första anställning som yrkesofficer sker med fänriks grad. Vilken grad man sedan uppnår i karriären styrs av organisationens behov.
Reservofficerare utbildas antingen inom ramen för Reservofficersutbildningen (ROU) vilken är ettårig och bygger på en grundutbildning med värnplikt eller på Anpassad reservofficersutbildning (AROU) vilken bygger på att man jobbat ett bra tag som anställt gruppbefäl, soldat eller sjöman.
Specialistofficer utbildas på drygt 60 olika utbildningslinjer. Utbildningens längd varierar mellan ett och tre och ett halvt år beroende på inriktning. Första anställning sker med sergeants tjänstegrad. Den högsta tjänstegraden som specialistofficer kan inneha är regementsförvaltare i armén och amfibieregementet eller flottiljförvaltare i flygvapnet och flottan. Systemet för SO infördes i mars 2009.

### Facklig anslutning
Svenska officerarnas fackliga organisation är Officersförbundet inom Saco. Dessutom finns Reservofficerarna, också inom Saco. Åren 2017-2019 låg officerarnas fackliga organisationsgrad i intervallet 96-99 procent.
Reservofficerare är organiserade genom Reservofficerarna (där medlemmar i Sverof och SMRO kan få stöd med fackliga frågor). Reservofficerarna samarbetar med Officersförbundet inom ramen för OFR-O.

## Finland
Officer i den finländska försvarsmakten utbildas vid Försvarshögskolan.
Det finns tre alternativa examina: grundstudier (60 studieveckor), kandidatexamen i militärvetenskaper (120 studieveckor) och magisterexamen i militärvetenskaper (160 studieveckor).
Den som genomgått grundstudierna för officer innehar tjänst som ställföreträdande plutonchef och är visstidsanställd i fem år. Efter examen erhålles fänriks grad. Officeren kan komplettera sina studier till kandidat- eller magisterexamen i militärvetenskaper.
Den som är kandidat i militärvetenskaper fungerar som plutonchef och senare som ställföreträdande kompanichef och är visstidsanställd i tio år. Efter examen erhålles löjtnants grad. Officeren kan komplettera sina studier till magisterexamen i militärvetenskaper.
Den som är magister i militärvetenskaper fungerar som ställföreträdande kompanichef eller i specialuppgifter inom marinen eller flygvapnet. Officeren tjänstgör senare i karriären exempelvis som lärare, kompanichef eller som bataljonschef. Den som är magister i militärvetenskaper innehar en ordinarie tjänst (tillsvidareanställning). Efter examen erhålles premiärlöjtnants grad.

## USA

### Amerikanska marinkåren
Marinkårens officerare får sin grundläggande utbildning antingen vid den amerikanska sjökrigsskolan United States Naval Academy (USNA) i Annapolis eller vid marinkårens krigsskola, Officer Candidates School (OCS) i Quantico, utanför Triangle, Virginia.
Vid OCS finns följande alternativa utbildningsvägar:
- 1. Plutonschefsskola (PLC) för studenter vid civila universitet och högskolor
- 2. Officersaspirantskola (OCC) för sistaårsstudenter och civila med avlagd akademisk examen.
- 3. Aspirantskola efter reservofficersprogram vid universitet och högskolor (NROTC).
- 4. Program för utbildning av officerare från underbefälet och underofficerarna.

35 % av officerarna har genomgått PLC, 24 % OCC, 15 % NROTC, 14 % USNA medan 12 % kommer från underbefäls- eller underofficerskårerna.
Efter officersexamen och utnämning till Second Lieutenant (fänrik), fortsätter utbildningen omedelbart med marinkårens stridsskola, The Basic School (TBS). Där finns tre utbildningslinjer, markstrid (plutonchef), luftstrid (grundläggande flygutbildning) eller juridik (grundläggande utbildning som auditör). 83 % av officerarna går på markstridslinjen, 28 % luftstridslinjen och mindre än 1 % juristlinjen. Av markstridslinjens officerare placeras 1/3 i stridande befattningar och 2/3 i understöds- och underhållstjänst.
Efter TBS fortsätter marinkårsofficerens utbildning med truppslagsofficersutbildning. Markstridsofficeren kan utbildas till infanteriofficer, fältartilleriofficer, stridsvagnsofficer, ingenjörsofficer, underrättelseofficer, signalofficer, militärpolisofficer, underhållsofficer eller marktjänstofficer för flygande förband. Flygstridsofficeren utbildas antingen till flygförare eller till systemoperatör. Den juridiske officeren avslutar sin utbildning till auditör och avlägger advokatexamen. Marinkåren hade 1999 ca 16 000 officerare på aktiv stat.

## Språkformer
Språkligt är singularformen officer och pluralformen officerare. Detta är en ovanlig form av pluralböjning av en yrkesbeteckning i svenskan och orsakar ibland missförstånd. De flesta yrken på -er i singular får ett extra -er i plural; exempelvis bankkamrerer. Även pluralformen officerer finns belagd i äldre svenska. Det finns också flera yrken som slutar på -are i singular, och som då inte får någon pluraländelse, som exempelvis murare. Detta leder till att man ibland hör formen officerare använd även i singular, men detta anses ej vara korrekt språkbruk.